# Armand Brunet de Villeneuve
Le marquis Armand Brunet de Villeneuve-Lévis est un homme politique français né le 7 juin 1780 à Villeneuve-lès-Béziers (Hérault) et décédé le 31 octobre 1857 à Béziers (Hérault).
Sous-préfet sous la Restauration, il est député de l'Hérault de 1830 à 1831, siégeant dans la majorité soutenant la Monarchie de Juillet. Il est ensuite sous-préfet de Fontainebleau, préfet du Tarn en 1832, de l'Indre en 1835, d'Eure-et-Loir en 1837 et du Loiret de 1842 à 1848.
Il est marié à Amable-Agathe de Bastard d’Estang ; le couple ne laisse aucune descendance et est enterré au cimetière vieux de Béziers.

## Sources
- « Armand Brunet de Villeneuve », dans Adolphe Robert et Gaston Cougny, Dictionnaire des parlementaires français, Edgar Bourloton, 1889-1891 [détail de l’édition]